# الدوري التونسي لكرة اليد للسيدات 2019–20
الدوري التونسي لكرة اليد للسيدات 2019-2020 هو الدورة 58 من الدوري التونسي لكرة اليد للسيدات. شارك فيها 10 فريقا.
فاز بهذا الموسم النادي الإفريقي، وجاء ثانيا الجمعية الرياضية النسائية بالمهدية.

## روابط خارجية
- الموقع الرسمي للجامعة التونسية لكرة اليد.